# Korallenbleiche

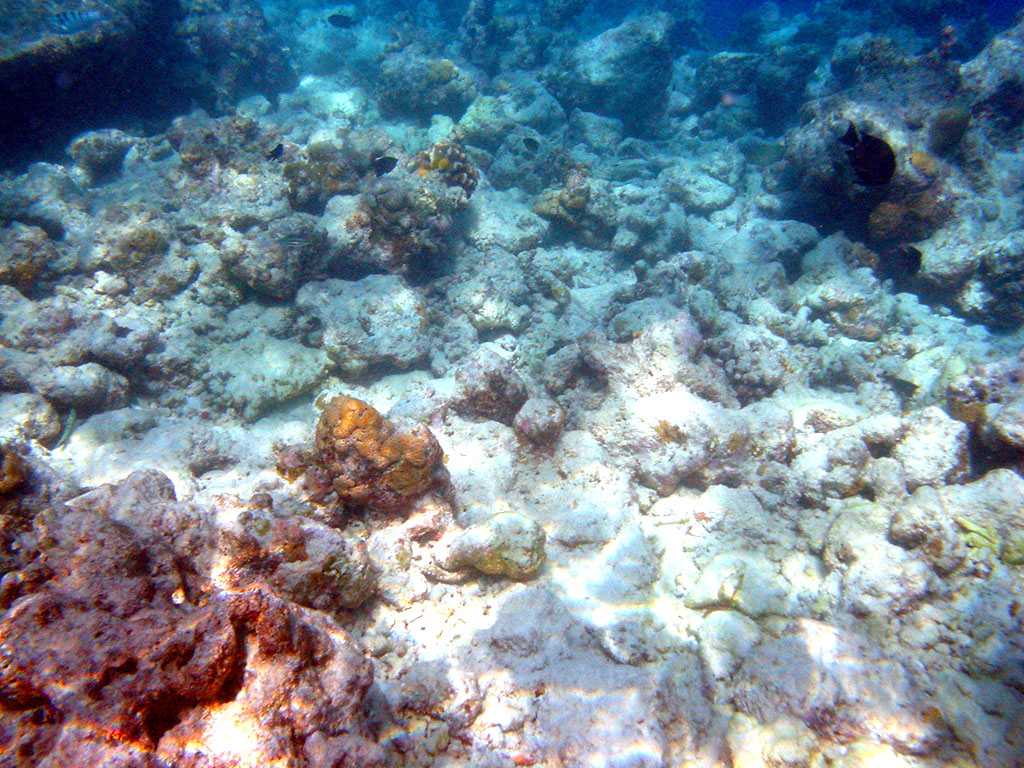
Tote Steinkorallen

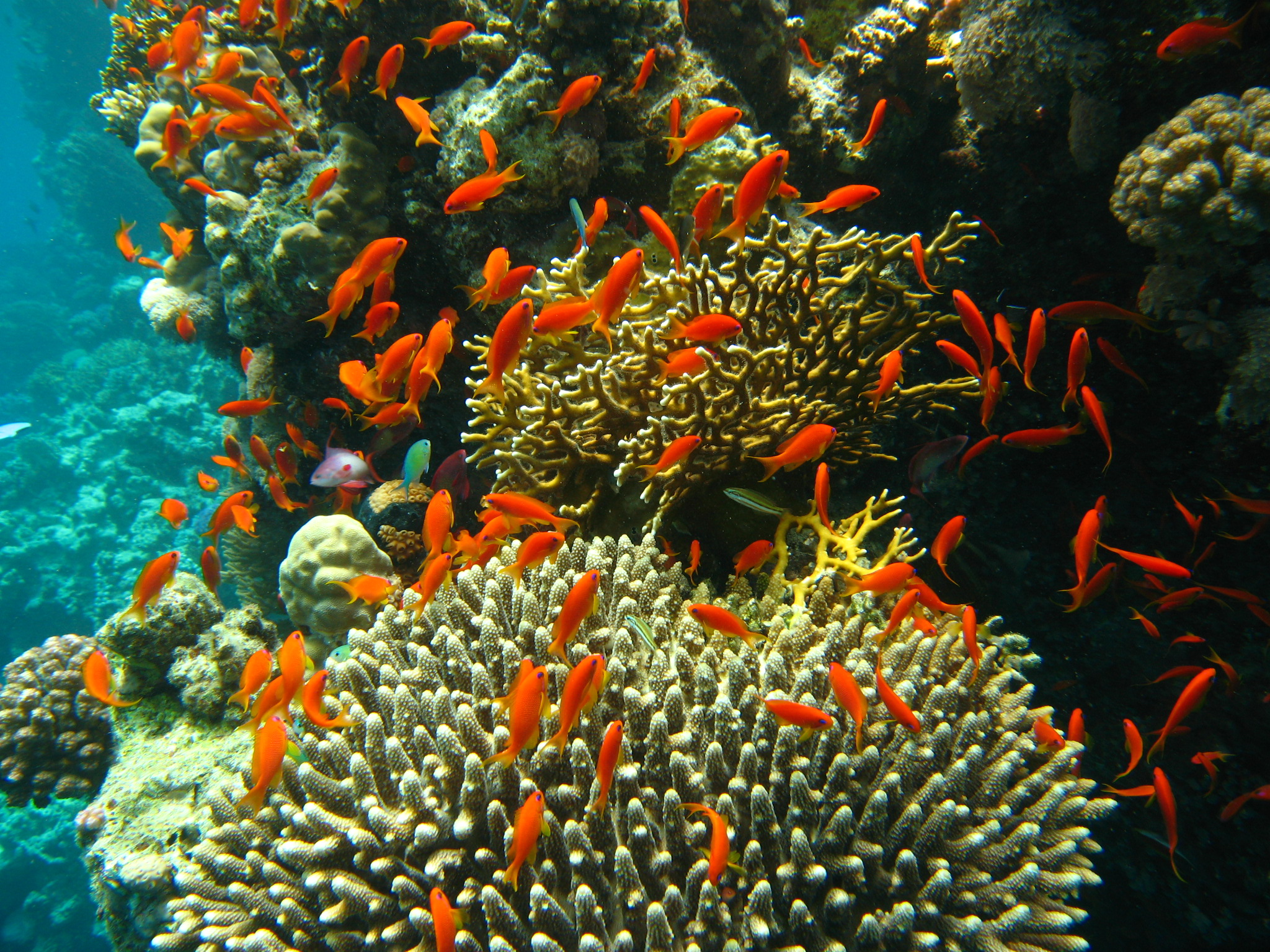
Gesunde Steinkorallen

Mit Korallenbleiche wird das Ausbleichen von Steinkorallen-Stöcken bezeichnet, das zum anschließenden Absterben der Korallen führen kann.
Korallen sind lebende Organismen. Sie gehören zu den Nesseltieren und siedeln in Symbiose mit photosynthetisch aktiven Einzellern (Zooxanthellen) auf einer Kalkschicht, die von Jahr zu Jahr wächst. Werden die Zooxanthellen von der Koralle abgestoßen, verliert der Korallenstock seine Farbenpracht und seine ökologische Funktion. Korallenbleiche kann sowohl örtlich begrenzt als auch großflächig auftreten und tritt vor allem bei zu hohen Wassertemperaturen auf. Das Phänomen zählt somit zu den Folgen der globalen Erwärmung und nimmt durch die vom Menschen verursachte globalen Erwärmung immer weiter zu. Während bei weniger schweren Bleichen die Korallen nur geschädigt werden und sich über einige Jahre ggf. wieder erholen können, führen schwerere Bleichen zum vollständigen Absterben ganzer Riffe.
Mittlerweile wurden mehrere umfassende Korallenbleichen festgestellt, deren Ausmaße global spürbar waren und die in den Jahren 1998, 2010, 2016 und 2024 beobachtet wurden.

## Bedeutung von Korallenriffen
Neben den tropischen Regenwäldern gelten Korallenriffe als artenreichste Lebensräume der Welt: Bislang wurden hier etwa 60.000 verschiedene Arten entdeckt. Es werden jedoch mehr als 400.000 Arten in den Riffen vermutet, so leben hier z. B. mehr als ein Viertel aller bekannten Meeresfische. Die Größe aller Riffe wird auf über 600.000 km² geschätzt. Korallenriffe existieren seit über 225 Millionen Jahren und gehören damit zu den ältesten bekannten Ökosystemen der Welt.
Sowohl mit ihrem Artenreichtum vor allem an Fischen wie auch als touristische Tauch- und Schnorchel-Attraktion sind sie dabei Nahrungs- und Einkommensquelle großer Teile der an den jeweiligen Küsten lebenden Menschen. Indem sie 70 bis 90 % lokal auftretender Wellenenergie absorbieren können, schützen sie die jeweiligen Küsten nicht zuletzt vor mechanischer Belastung und Zerstörung durch Wellen.
Wenn Korallen absterben, nimmt die Biodiversität ab: Ganze Ökosysteme bzw. Nahrungsketten können zusammenbrechen; Korallenarten können verschwinden und mit ihnen Fische, die von ihnen als Nahrungsquelle abhängig sind oder sie als Platz zur Aufzucht ihres Nachwuchses benötigen.
Fischer verlieren ihre Nahrungs- und Erwerbsgrundlage; Tauchtourismus als Einkommensquelle verschwindet (der Jahresumsatz des Riff-Tourismus wird auf 9,6 Mrd. Dollar geschätzt) ebenso wie der Schutz der jeweiligen Küste vor Wellen: Der finanzielle Schaden durch Überschwemmungen und Stürme in betroffenen Küstenregionen z. B. verdoppelt bis verdreifacht sich, wenn ein Meter Riff-Höhe verloren geht.
Korallenbleiche in Verbindung mit anderen Stressoren wie die Versauerung der Meere oder Einträgen von Schad- bzw. Spurenstoffen, darunter vor allem Stickstoff oder Phosphor, erhöht die Mortalität der Korallen weltweit: Großflächige Korallenbleiche kann Ursache und sichtbares Indiz eines massenhaften Korallensterbens sein.
Für viele Korallenbänke droht ein Kipppunkt überschritten zu werden, ab dem sie unwiederbringlich verloren gehen.

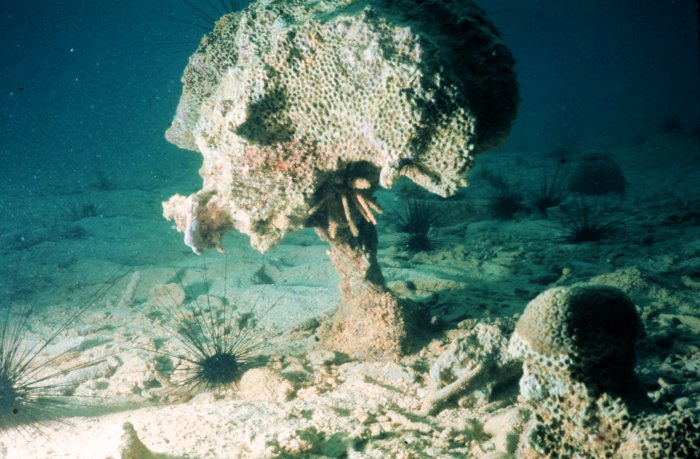
Totes Korallen-Kalkskelett („Bio-Erosion“, Mai 1974)

## Bleichprozess
Steinkorallen leben in Symbiose mit Zooxanthellen, diese sind unter anderem auch für die Färbung der Korallen verantwortlich. Die Zooxanthellen leben endosymbiotisch in den Zellen der Korallenpolypen. Sie sind in der Lage, wie eine Art Niere Schadstoffe in den Zellen der Polypen zu beseitigen, vor allem aber betreiben sie Photosynthese und versorgen die Korallen mit Glukose, Glycerol und Aminosäuren. Zwar sind Korallen auch Filtrierer, d. h. sie filtern Mikroplankton aus dem Meerwasser, jedoch ist in den nährstoffarmen warmen tropischen Gewässern die Versorgung durch photosynthetisch gebildete Nährstoffe für sie essentiell, ihr Anteil an der Gesamtnährstoffversorgung kann bis zu 90 % betragen (→ Riffparadoxon).
Diese symbiotische Beziehung reagiert empfindlich auf eine Reihe von Stressoren, darunter regionale, wie verschiedene Umweltgifte, zu intensive Sonneneinstrahlung oder eine abrupte Änderung der Salinität des Meerwassers, und globale, vor allem Wärmestress. Die Zooxanthellen beginnen bei einer zu hohen Temperatur des Meerwassers – bei der Art Oculina patagonica liegt die Schwelle z. B. bei 29 °Celsius – ihre Fähigkeit zur Photosynthese einzubüßen (→ Photoinhibition). Es kommt zu oxidativem Stress, der auf die Wirtszellen toxisch wirkt. Als Folge davon werden die Zooxanthellen von den Korallen abgestoßen, welche damit auch ihre Färbung verlieren und „ausbleichen“. Manche Korallen sehen nach dem Ausbleichen statt kalkweiß auch pastellartig blau, gelb oder rosa aus. Ursache hierfür sind von den Korallen gebildete Proteine.
Bei welcher Temperaturschwelle diese Disassoziation von Koralle und Zooxanthelle genau eintritt, hängt u. a. von den beteiligten Arten ab. Besonders feingliedrige, verzweigte Korallen sind anfällig für höhere Temperaturen, darunter Seriatopora, Stylophora, Pocillopora, Acropora und Montipora. Zu den resistenteren massiven Gattungen zählen Porites oder Goniopora. Auch bei den Zooxanthellen gibt es eine große Artenvielfalt, oft werden zu verschiedenen Kladen gehörende Zooxanthellen in den gleichen Korallenarten gefunden. Hitzetolerantere Zooxanthellen kommen vor allem im sehr warmen Persischen Golf vor, im benachbarten kühleren Roten Meer hingegen sind empfindlichere Arten zuhause. Inwieweit die Art der Zooxanthellen Einfluss auf Nährstoffversorgung, Wachstum oder Hitzeresistenz der Lebensgemeinschaft hat, ist Gegenstand der Forschung.
Neuere Studien zeigen, dass außerdem die Verfügbarkeit von Nährstoffen, vor allem Stickstoff und Phosphor, einen wichtigen Einfluss auf die Symbiose hat. In einem Riff nahe der Florida Keys war eine Hauptursache menschlicher Stickstoffeintrag, etwa von ausgeschwemmtem Dünger oder Abwässern, in die Meere. Ein gestörtes Phosphor-Stickstoff-Verhältnis machte die Korallen wahrscheinlich anfällig für thermalen Stress.
Ohne Zooxanthellen können Korallen nicht dauerhaft überleben. Sie sterben ab, falls die Zooxanthellen nicht innerhalb eines Zeitraumes von etwa acht Wochen zurückkehren (der genaue Zeitraum ist artspezifisch).

## Ursachen
Durch die menschengemachte globale Erwärmung kommt es auch zu einer permanenten Erwärmung der Ozeane weltweit. Erhöhte Wassertemperaturen führen einerseits zu Korallenbleichen und verringern andererseits auch die Fortpflanzungsfähigkeit der überlebenden Korallen. Dadurch nimmt die Häufigkeit und Intensität von Bleichereignissen mit weiter voranschreitendem Klimawandel zu. Zugleich geht dadurch die für eine mögliche Erholung der Riffe notwendige Frist von mindestens ca. 10 Jahren verloren. Bereits bei einer Erwärmung um 1,5 Grad erwartet der Weltbiodiversitätsrat IPBES, dass 70 bis 90 % der Korallen verloren gehen, bei zwei Grad wären es 99 Prozent: Lediglich angepasste Korallenrestbestände könnten sich halten.
Im Pazifik beispielsweise entstehen zusätzlich im Zuge des Wetterphänomens El Niño außergewöhnlich hohe Wassertemperaturen: Die 2016 hier beobachtete Korallenbleiche war die stärkste a dato festgestellte: 55 % der Riffe wurden schwer geschädigt, während es bei den beiden vorangegangenen Bleichen 1998 und 2002 nur 18 % gewesen waren. Insgesamt waren 2016 93 % aller Riffe betroffen. Hält die Bleiche über einen längeren Zeitraum an, sterben die Riffe ab.
Bei weiter voranschreitenden Erwärmung der Erde und damit einhergehend der Meere nehmen Häufigkeit, Intensität und Dauer von Phasen ungewöhnliche hoher Meerestemperaturen zu (→ Marine Hitzewelle); die Häufigkeit der Jahre mit Hitzestress hat deutlich zugenommen: Vor 40 Jahren lag die Wahrscheinlichkeit ihres Auftretens noch bei einmal alle 25 bis 30 Jahre, inzwischen (2019) sind einmal alle sechs Jahre erreicht. Dadurch wird der Zeitraum zwischen zwei Korallenbleichen in immer mehr Regionen für eine Erholung zu kurz. Die Häufigkeit und Intensität von Bleichereignissen nimmt zu, obwohl – möglicherweise infolge des Absterbens besonders temperaturempfindlicher Korallenarten – seit den 2000er Jahren Bleiche tendenziell erst ab einer höheren Wassertemperatur eintritt. Bei in der Erdatmosphäre weiter steigenden Treibhausgaskonzentrationen könnten bis Ende des Jahrhunderts alle Riffe weltweit von mindestens einer Bleiche pro Jahrzehnt betroffen sein. Wenn Korallenriffe auch in Zukunft weiter existieren sollen, sind also Maßnahmen für eine rasche Begrenzung der globalen Erwärmung notwendig.
Die ebenfalls im Zuge der menschengemachten globalen Klimaerwärmung bzw. der ansteigenden CO2-Konzentration in der Atmosphäre anhaltende und zunehmende weltweite Versauerung der Ozeane erschwert die Kalkbildung für Korallenschalen und -skelette: Circa 1/3 des zusätzlich in der Erdatmosphäre enthaltenen Kohlendioxids wird von den Ozeanen aufgenommen, wo sich Kohlensäure bildet; der pH-Wert des Meerwassers ist durchschnittlich bereits von 8,25 auf 8,1 gefallen, was einer Erhöhung um mehr als 25 % gleichkommt. Der durchschnittliche pH-Wert des Meerwassers droht bis 2100 auf etwa 7,5 zu fallen, falls keine durchgreifenden Klimaschutzmaßnahmen ergriffen werden.
Laut US-amerikanischer Meeresbehörde NOAA gelangen jährlich ca. 4.000 bis 6.000 Tonnen Sonnenschutzmittel in Korallenriffe: Auch ihr Eintrag vor allem mit den in ihnen enthaltenen, Menschen vor UV-Strahlung schützenden Chemikalien Oxybenzon, Octocrylen und Parabene in das Wasser an Küsten-Badestränden und „Tauch- und Schnorchel-Paradiesen“ wurde als Korallenbleichen-fördernd identifiziert; der pazifische Inselstaat Palau verbot aufgrund des Schädigungspotentials schon in geringen Mengen ab 1. Januar 2020 Sonnencremes mit den genannten Wirkstoffen; im Mai 2018 hat bereits der US-Bundesstaat Hawaii ein Sonnenmilchverbot ab 2021 beschlossen. Octocrylen ist in vier von fünf europäischen Sonnenschutzprodukten enthalten.
Im Oktober 2020 wurde eine Metagenomanalyse veröffentlicht, die einen Zusammenhang zwischen der Korallenbleiche bei Mo'orea, Franz. Polynesien und Viren postuliert. Obwohl eine eindeutige Zuordnung des rekonstruierten „assembled coral giant virus“ zu einem bestimmten Vertreter der Riesenviren aus der Gruppe der NCLDV (Phylum Nucleocytoviricota) nicht möglich war, steht den Autoren zufolge eine Zugehörigkeit zu diesen außer Frage. Es seinen aber weitere Untersuchungen nötig. Gefunden wurde das Virus dabei sowohl in gebleichten als auch in augenscheinlich gesunden Korallen.

## Beobachtete Korallenbleichen (Auswahl)

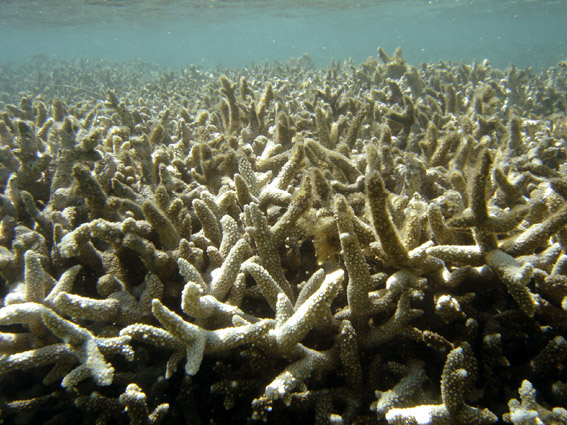
Korallenbleiche vor Réunion (Acropora, Januar 2006)

Das Phänomen der Korallenbleiche ist nicht neu und wurde bereits in den 1970er Jahren beobachtet: Damals trat das Ereignis jedoch nur temporär und örtlich begrenzt, nach starken Regenfällen oder bei lang anhaltendem Niedrigwasser auf. Ab 1997 wurden über ein Jahrzehnt erstmals weltweit Bleichereignisse beobachtet.
1998 wurde während der El-Niño-Phase im Indischen Ozean und im westlichen Pazifik eine besonders starke Korallenbleiche beobachtet; großflächig lag dort die Temperatur des Wassers über Monate 1 bis 3 °C über dem Durchschnitt. Bei den Malediven bleichten in dieser Zeit in der Nähe der Meeresoberfläche 98 % der Korallen.
Neben regionalen und lokalen Bleichen können auch globale Korallenbleichen vorkommen. Seit 1998 traten vier solcher globale Korallenbleichen auf: 1998, 2010, von 2014 bis 2017 und 2023/24. Während 1998 noch 20 % der weltweiten Korallen Temperaturen ausgesetzt waren, die eine Bleiche auslösten, waren es 2010 schon 35 %, und 2014 bis 2017 56 %. Bei der mit Stand April 2024 noch andauernden globalen Bleiche gehen Wissenschaftler davon aus, dass sie die drei vorangegangenen Bleichen noch übertreffen wird.
Bei Korallenbleichen 1998 und 2002 im weltgrößten Korallenriff, dem australischen Great Barrier Reef („Großes Barriere-Riff“, der Name gibt auch einen Hinweis auf die Bedeutung von Korallenbänken für den Küstenschutz wie als Hindernis für die (gewerbliche) Schifffahrt), waren etwa 50 bis 60 % der dortigen Riffe betroffen, 18 % wurden schwer geschädigt, etwa 5 % starben ab; unter der global beobachteten Korallenbleiche zwischen 2014 und 2017 kam es im Great Barrier Reef bei 93 % der Riffe zur Bleiche, 55 % wurden schwer geschädigt. 2020 wurde hier die ausgedehnteste Bleiche der letzten fünf Jahre beobachtet: Zum ersten Mal waren mit dem nördlichen, zentralen und nun auch weiten Teilen des südlichen alle drei Bereiche des Riffs betroffen, während laut australischem Wetteramt die Gegend im Februar 2020 bezüglich der Wasseroberflächentemperatur den wärmsten Monat seit 120 Jahren hinter sich habe. Ausgelöst durch eine seit Dezember 2021 anhaltende Hitzewelle begann im Mai 2022 eine weitere großflächige Korallenbleiche, die vierte Massenbleiche seit 2016 und die sechste seit 1998.

## Mögliche Erholung
Bei bestimmten Korallen, die besonders gut im Wiederbesiedeln sind und schnell wachsen, können sich Riffe nach einer Bleiche im Zeitraum von zehn bis fünfzehn Jahren erholen, bei alten Riffen dauert dieser Prozess viele Jahrzehnte. In diesem Zeitraum darf es jedoch zu keiner weiteren Korallenbleiche oder sonstigen weiteren Störung der Erholungsphase kommen, was angesichts der weiter voranschreitenden globalen Erwärmung als unrealistische Annahme beurteilt wird.
Faktoren wie Wasserverschmutzung, Überfischung und Krankheiten verlangsamen die Erholung der Korallenriffe.

## Gegenmaßnahmen

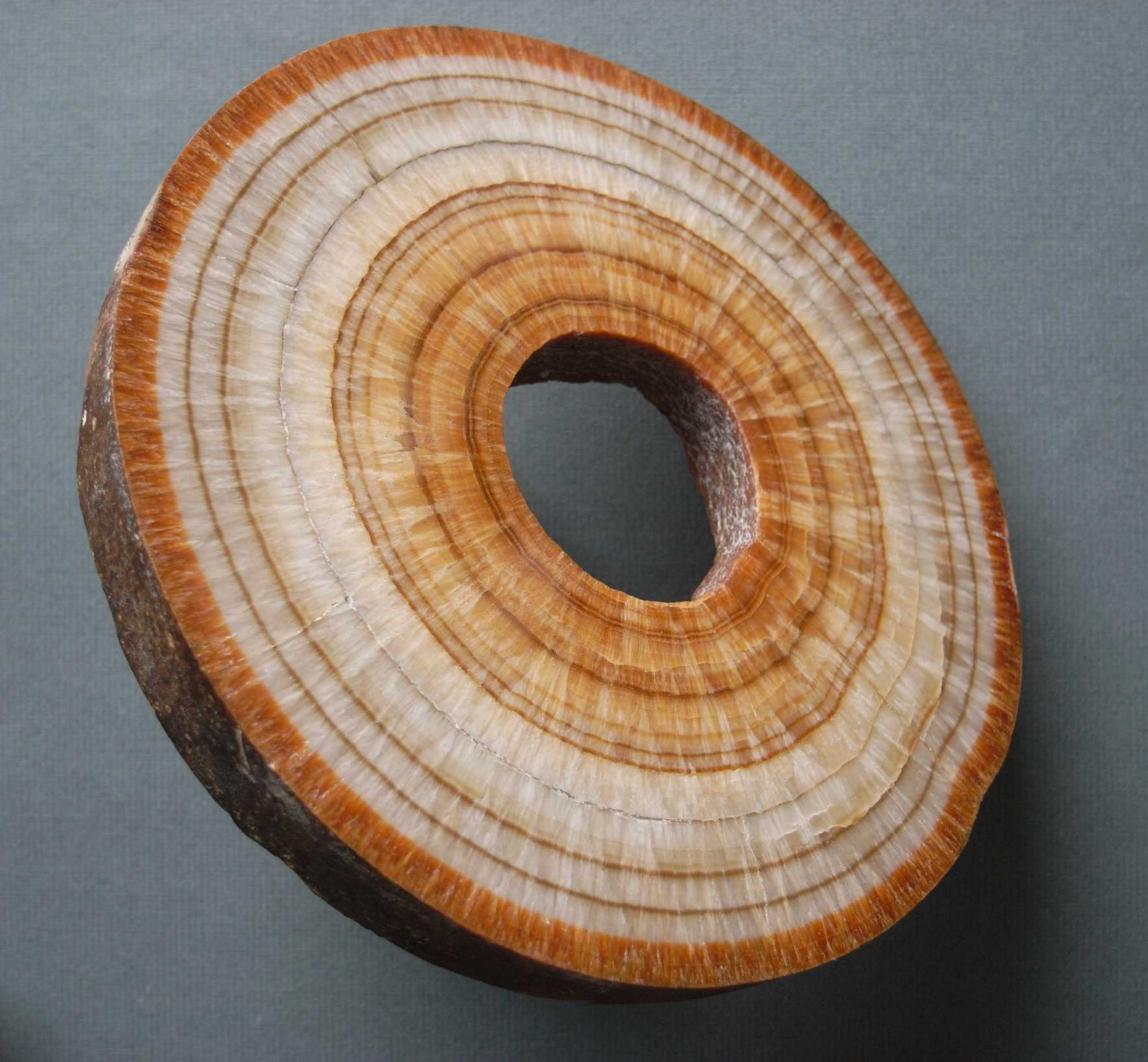
Beispiel für mineralische Abscheidung: Aragonitablagerung in einem Wasserrohr („Karlsbader Sprudelstein“)

### Künstliche Eingriffe
Auf künstlichen Korallenriffen wie versenkten Schiffen, Flugzeugen, Autoreifen oder Stahlkonstrukten wird versucht, neue Korallen anzusiedeln: Das künstliche Osborne-Riff aus Autoreifen in den USA hat sich allerdings zu einem ökologischen Fiasko entwickelt: Die Reifen rissen sich aus ihrer Verankerung und zerstörten gesunde Riffe.
Die künstlichen Riffe der Biorock-Technologie scheinen dagegen vielversprechend: Hier wird mittels elektrolytisch ausgelöster Abscheidung von im Meerwasser gelösten Mineralien an 3D-Metallgittern mit darauf folgender chemischer Aggregation versucht, einen Unterbau für künstliche Korallenriffe zu erzeugen. Das lizenzierte Verfahren wurde von dem Architekten Wolf Hilbertz entwickelt. Mit dem Wissenschaftler Tom Goreau gründete er 1990 die Non-Profit-Organisation Global Coral Reef Alliance („Globale Korallenriff-Allianz“).
Weiterhin ist hier die sehr engagierte Reef-Ball-Foundation zu nennen: Die Organisation wurde von Todd Barber gegründet, nachdem er 1993 ein patentiertes Verfahren entwickelt hatte, mit dem man Riffbälle (Betonkonstruktionen) zur Riffneubildung und für den Küstenschutz einsetzen konnte.
2020 berichteten Wissenschaftler 10 hitzeresiliente Mikroalgenstämme gezüchtet zu haben, indem sie diese vier Jahre bei sich erhöhender Temperatur evolvieren ließen. Drei der Stämme erhöhten die Bleichtoleranz von Korallenriffen, nachdem sie wieder zu den Korallenlarven gebracht wurden. Weitere Tests – etwa mit erwachsenen Korallen oder zu der Beständigkeit der Hitzeresistenz – stehen noch an. Eine Studie zeigte, dass Probiotika Korallenriffen helfen könnten, den Klimawandel zu überleben.

### Schutz der Korallenriffe
Einige Staaten haben Nationalparks in ihren küstennahen Meeren gegründet und alle korallen-schädigenden Aktivitäten dort verboten. Gesunde Korallen sind auch widerstandsfähiger gegen Temperaturschwankungen.